# Richmond (New South Wales)
Richmond ist eine Stadt mit etwa 5.400 Einwohnern im Nordwesten von Sydney in New South Wales, Australien. Richmond befindet sich 60 Kilometer nordwestlich des Stadtzentrums im Verwaltungsgebiet (LGA) City of Hawkesbury. Auf einer Höhe von 19 Metern über dem Meeresspiegel liegt es am Ufer des Hawkesbury River, am Fuße der Blue Mountains.

## Geschichte
Bis 1788 war die Gegend um Richmond Heimat der Darug, ein Stamm der Aborigines. 1789 kamen dann zum ersten Mal europäische Siedler in dieses Gebiet, das unter dem Namen Richmond Hill bekannt war. Benannt von Gouverneur Arthur Phillip zu Ehren von Charles Lennox, dem dritten Duke of Richmond. In Richmond entstand mit der Ankunft von 22 Siedlern im Jahr 1794 die dritte europäische Siedlung in Australien, nach Sydney und Parramatta. Im Jahr 1799 produzierte Richmond bereits die Hälfte der Getreidemenge der gesamten Kolonie.
Östlich von Richmond befindet sich die RAAF Base Richmond ein Stützpunkt der Royal Australian Air Force der 1916 eingerichtet wurde.

## Söhne und Töchter
- Geoffrey James Robinson (1937–2020), römisch-katholischer Geistlicher, Weihbischof in Sydney

## Klima
|                       | Jan  | Feb  | Mär  | Apr  | Mai  | Jun  | Jul  | Aug  | Sep  | Okt  | Nov  | Dez  |   |    |
| Mittl. Tagesmax. (°C) | 30,1 | 29,1 | 26,8 | 24,0 | 20,6 | 18,0 | 17,4 | 19,7 | 22,6 | 24,9 | 26,5 | 28,6 | ⌀ | 24 |
| Mittl. Tagesmin. (°C) | 17,5 | 17,7 | 15,5 | 11,4 | 7,8  | 4,9  | 3,6  | 4,4  | 8,1  | 11,1 | 14,0 | 16,1 | ⌀ | 11 |

| 17,5 |

| 17,7 |

| 15,5 |

| 11,4 |

| 7,8 |

| 4,9 |

| 3,6 |

| 4,4 |

| 8,1 |

| 11,1 |

| 14,0 |

| 16,1 |

| 17,5 |

| 17,7 |

| 15,5 |

| 11,4 |

| 7,8 |

| 4,9 |

| 3,6 |

| 4,4 |

| 8,1 |

| 11,1 |

| 14,0 |

| 16,1 |